# Municipio de Plain (condado de Wood)
El municipio de Plain (en inglés: Plain Township) es un municipio ubicado en el condado de Wood en el estado estadounidense de Ohio. En el año 2010 tenía una población de 1663 habitantes y una densidad poblacional de 26,37 personas por km².

## Geografía
El municipio de Plain se encuentra ubicado en las coordenadas 41°22′46″N 83°42′58″O / 41.37944, -83.71611. Según la Oficina del Censo de los Estados Unidos, el municipio tiene una superficie total de 63.06 km², de la cual 62.99 km² corresponden a tierra firme y (0.11%) 0.07 km² es agua.

## Demografía
Según el censo de 2010, había 1663 personas residiendo en el municipio de Plain. La densidad de población era de 26,37 hab./km². De los 1663 habitantes, el municipio de Plain estaba compuesto por el 95.31% blancos, el 1.14% eran afroamericanos, el 0.3% eran amerindios, el 0.6% eran asiáticos, el 0.24% eran isleños del Pacífico, el 0.84% eran de otras razas y el 1.56% pertenecían a dos o más razas. Del total de la población el 4.27% eran hispanos o latinos de cualquier raza.